# José Batlle y Ordóñez
José Batlle y Ordóñez, urugvajski politik, * 21. maj 1856, Montevideo, Urugvaj, † 20. oktober 1929, Montevideo.
Bil je predsednik Urugvaja od 1903 do 1907 in drugič od 1911 do 1915 ter pobudnik socialnih reform.

## Politična kariera
Rodbina Batlle je sčasoma pridobila velik vpliv v Koloradski stranki; iz nje so poleg José Batlle y Ordóñeza predsedniki Urugvaja postali še njegov oče Lorenzo Batlle y Grau (v letih 1868-1872), nečak Luis Batlle Berres (v letih 1947-1951 in 1955-1956) ter nedavno njegov pranečak Jorge Batlle (2000-2005).
Med svojim drugim mandatom je Batlle y Ordóñez začel novo gibanje, ki ga je poimenoval batllismo: načrtovana dejanja države proti tujem ekonomskem imperializmu. V tem času se je bojeval za nadomestilo za nezaposlenost (1914), osemurni delovnik (1915) in splošno volilno pravico.
Vse to je vlado precej vpletlo v gospodarstvo. Vlada je začela uvajati carine na tuje izdelke, vključno z uvozom strojev in surovin. Rast mesno-predelovalne industrije je vzpodbudila živinorejo, glavni vir bogastva Urugvaja.
Izobraževanje, ki je bilo že od srede do konca 1800. pomemben dejavnik državljanskega ponosa Urugvajcev, se je začelo še hitreje širiti in je postalo ključ do uspeha srednjega razreda. Država je zagotovila brezplačno srednješolsko izobraževanje ter uvedla več visokih šol širom po državi. Univerza je začela sprejemati tudi ženske, ter povečala obisk v vseh oddelkih.
Med predsedniškim mandatom Batlleja y Ordóñeza se je udejanila ločitev vere od države. Urugvaj je leta 1906 prepovedal obešanje razpel v bolnišnicah in odstranil sklicevanja na boga in evangelij v javnih državnih zaobljubah. V tem času je bila vzpostavljena tudi zakonodaja, ki je omogočala ločitev.
Leta 1913 je Batlle predlagal reorganizacijo vlade, ki bi predsedništvo zamenjalo z devetčlanskim kolektivnim telesom po zgledu Švicarskega zveznega sveta. Njegovo zamisel so uvedli po več kot čez dve desetletji po njegovi smrti; kolektivno telo, imenovano Consejo Nacional de Gobierno je Urugvaj upravljalo v štirih mandatih med letoma 1952 in 1967.
Delo predsednika Joséja Batlleja y Ordóñeza je iz Urugvaja napravilo napredno državo z velikim socialnim sistemom; večino 20. stoletja se je Urugvaj lahko primerjal z evropskimi državami.